# Clavus unizonalis
Clavus unizonalis é uma espécie de gastrópode do gênero Clavus, pertencente a família Drilliidae.